# Пъстра дървесница
Пъстра дървесница (Mniotilta varia) е вид птица от семейство Parulidae, единствен представител на род Mniotilta.

## Разпространение и местообитание
Разпространен е в Американските Вирджински острови, Ангуила, Антигуа и Барбуда, Аруба, Барбадос, Бахамските острови, Белиз, Боливия, Бонер, Синт Еустациус, Саба, Британските Вирджински острови, Венецуела, Гваделупа, Гватемала, Доминика, Доминиканската република, Еквадор, Кайманови острови, Канада, Колумбия, Коста Рика, Куба, Кюрасао, Малки далечни острови на САЩ, Мартиника, Мексико, Монсерат, Никарагуа, Панама, Перу, Пуерто Рико, Салвадор, САЩ, Сейнт Винсент и Гренадини, Сейнт Китс и Невис, Сейнт Лусия, Сен Мартен, Сен Пиер и Микелон, Тринидад и Тобаго, Търкс и Кайкос, Хаити, Хондурас и Ямайка.